# Maskarenenparadijsmonarch
De maskarenenparadijsmonarch (Terpsiphone bourbonnensis) is een zangvogel uit het geslacht Terpsiphone en de familie Monarchidae (monarchen). De wetenschappelijke naam verwijst naar Île Bourbon, de oude naam van Réunion.

## Verspreiding en leefgebied
Deze soort komt voor op de Maskarenen ten oosten van Madagaskar.  Er zijn twee ondersoorten:
- T. b. bourbonnensis: Réunion.
- T. b. desolata: Mauritius.

## Status
De grootte van de populatie wordt geschat op 20.000-50.000 volwassen vogels. Op de Rode lijst van de IUCN heeft deze soort de status niet bedreigd.